# The Birth of the Telephone
The Birth of the Telephone è un cortometraggio muto del 1914 diretto da Allen Ramsey.
Venne girato interamente sonoro registrando la colonna sonora su cilindro con sistema Kinetophone.

## Produzione
Il film venne girato nell'Edison Bronx Studio di New York.

## Distribuzione
Il documentario fu distribuito dall'American Talking Picture Company.
La pellicola viene considerata presumibilmente perduta. Ne viene conservato il cilindro della colonna sonora (Edison Kinetophone cylinder 257 B-2 (D-B2 Bell); National Park Service object catalog number EDIS 4634).